# Kanō Motonobu
Kanō Motonobu (狩野 元信?; 28 agosto 1476 – Kyoto, 5 novembre 1559) è stato un pittore giapponese, un grande maestro della pittura giapponese.

## Biografia

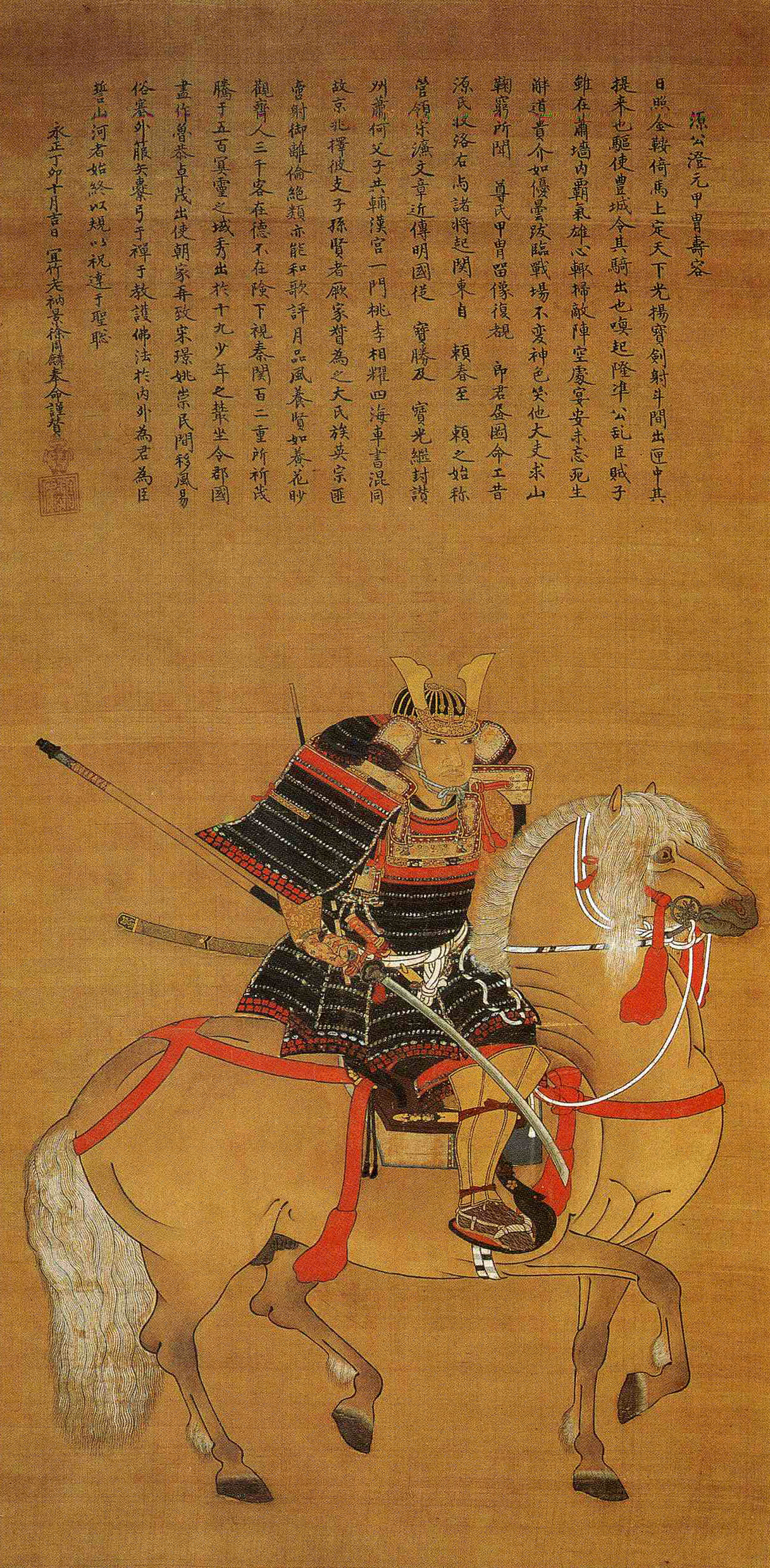
Hosokawa Sumimoto a cavallo, 1507, Eisei Bunko Museum

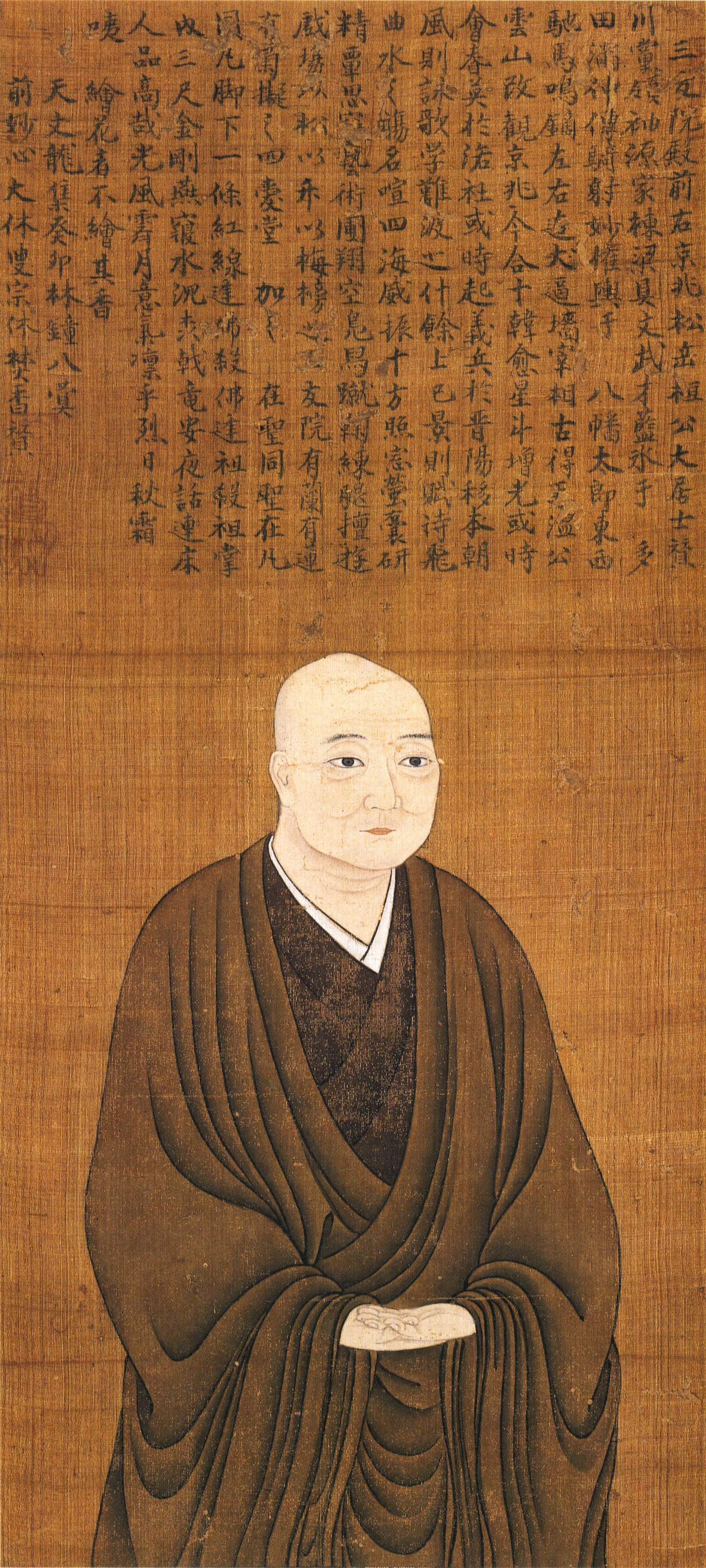
Ritratto di Hosokawa Takakuni, 1543

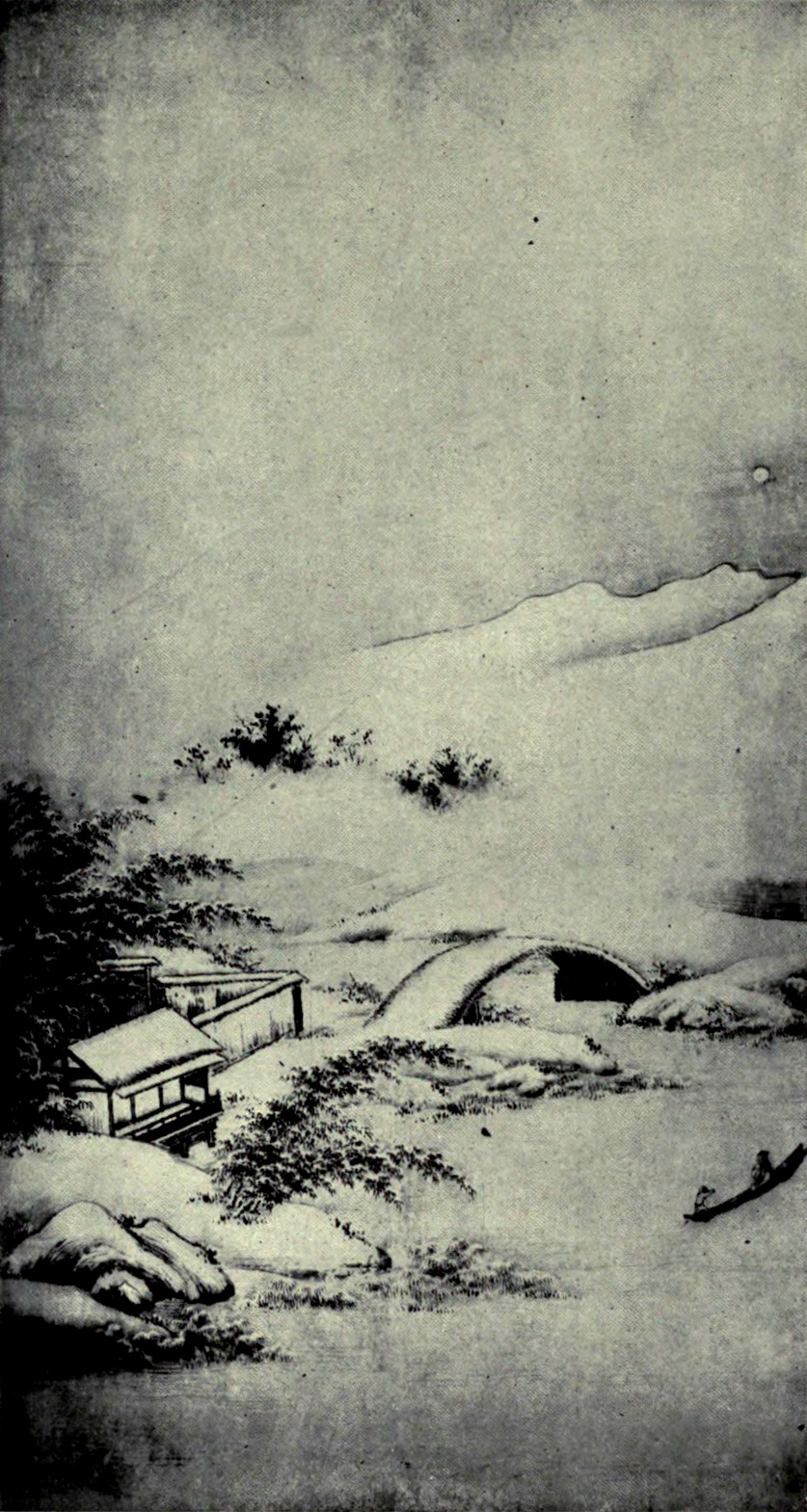
Paesaggio innevato del Giappone, circa 1550

Kanō Motonobu nacque il 28 agosto 1476.
Come suo padre, Kanō Masanobu, il primo dei pittori Kanō, Motonobu lavorò per gli shōgun Ashikaga (una famiglia di governanti militari che governarono il Giappone dal 1338 al 1573); dotato di un talento precocissimo, già all'età di dieci anni fu scelto come uno dei suoi assistenti personali da Yoshimasa, lo shōgun, che, ritiratosi dalla vita pubblica, si dedicò a ricerche estetiche.
Nonostante questo suo impegno il giovane Motonobu viaggiò, studiando la natura e dipingendo paesaggi; egli studiò soprattutto i maestri cinesi dei periodi Song e Yuan, inizialmente imparando lo stile di pittura a inchiostro monocromatico di derivazione cinese (pittura a inchiostro e acqua o sumi-e).
Motonobu, tuttavia, era anche il genero di Tosa Mitsunobu, fondatore della scuola di pittura Tosa, specializzata nello stile nativo di Yamato-e (pittura giapponese), e quindi Motonobu coniugò i due stili, la forte pennellata del sumi-e cinese con la bellezza decorativa dello Yamato-e. Lo stile così ottenuto divenne noto col nome di Kanō, espressivo e versatile, fortemente calligrafico, particolarmente adatto per le grandi composizioni e influenzò la pittura giapponese nei successivi trecento anni.
Motonobu aprì un laboratorio assieme ad una decina di artisti, tra i quali i suoi tre figli, il fratello minore Yukinobu (1513-1575); Motonobu era il capo e il progettista principale dei dipinti, ha assunto l'appalto, la produzione e l'organizzazione dei progetti pur rimanendo molto coinvolto nella commercializzazione del suo lavoro e del suo studio. Conosciuto per il suo fascino e la sua intelligenza, Motonobu divenne un fiero uomo d'affari e spesso fece una petizione allo shogun per una vasta quantità di commissioni varie con il suo collega mercante Hasuike Hideaki.
Artista dotato e versatile, Motonobu eccelleva nei paesaggi (sia in bianco e nero che in colori chiari), nelle figure e nelle immagini di fiori e uccelli.
Ha eseguito molti dipinti sui pannelli scorrevoli del monastero Reiun-in a Kyoto, dove ha decorato tre stanze con paesaggi dipinti negli stili di tre diversi maestri cinesi: il morbido stile di lavaggio a inchiostro di Mu-ch'i (fine XII secolo -inizio XIII secolo); lo stile duro e rigido di Xia Gui (1195-1224); e lo stile di inchiostro rotto di Yü Chien (1230 circa).
Alcuni dei dipinti di Motonobu, originariamente realizzati su pannelli scorrevoli, furono successivamente montati su pergamene appese; questi includono l'importante 49 Paesaggi con fiori e uccelli (anche nel monastero Reiun-in), che anticiparono le grandiose composizioni decorative dei successivi artisti Kanō, Eitoku (1543-1590) e Sanraku (1559-1635). Eitoku, nelle sue grandi pitture di paraventi proseguì la fusione dei due stili cinese e giapponese, già incominciata da Motonobu.
Tra le opere di Motonobu si possono menzionare le pitture in rotolo della Storia del Monastero Seiryo e la Storia dei folletti viventi sul Monte Oe, evidenzianti un chiaro decorativismo sia nei soggetti sia nell'espressione.
Sebbene sia stato Masanobu ad avviare e fondare la scuola Kanō, ciò che definì e distinse principalmente lo stile Kanō non è da attribuirsi all'influenza artistica di Masanobu, piuttosto a quella di Kanō Motonobu, che ereditò dal padre sia la posizione a corte che il laboratorio di pittura.
Come pittore Motonobu si dimostrò uno dei più importanti artisti giapponesi: dipinse paesaggi, fiori e uccelli, leggende storiche, santi e sapienti del buddhismo.
Alcune sue opere sono conservate nel British Museum e nel Museum of Fine Arts di Boston; ma la maggior parte delle sue opere è conservata in Giappone.

## Opere
- Storia del Monastero Seiryo;
- Storia dei folletti viventi sul Monte Oe;
- 49 Paesaggi con fiori e uccelli;
- Kannon dalla tunica bianca, bodhisattva della compassione;
- Hosokawa Sumimoto a cavallo, 1507, Eisei Bunko Museum;
- Ritratto di Hosokawa Takakuni, 1543;
- Paesaggio innevato del Giappone, circa 1550.